# Data do nascimento de Jesus

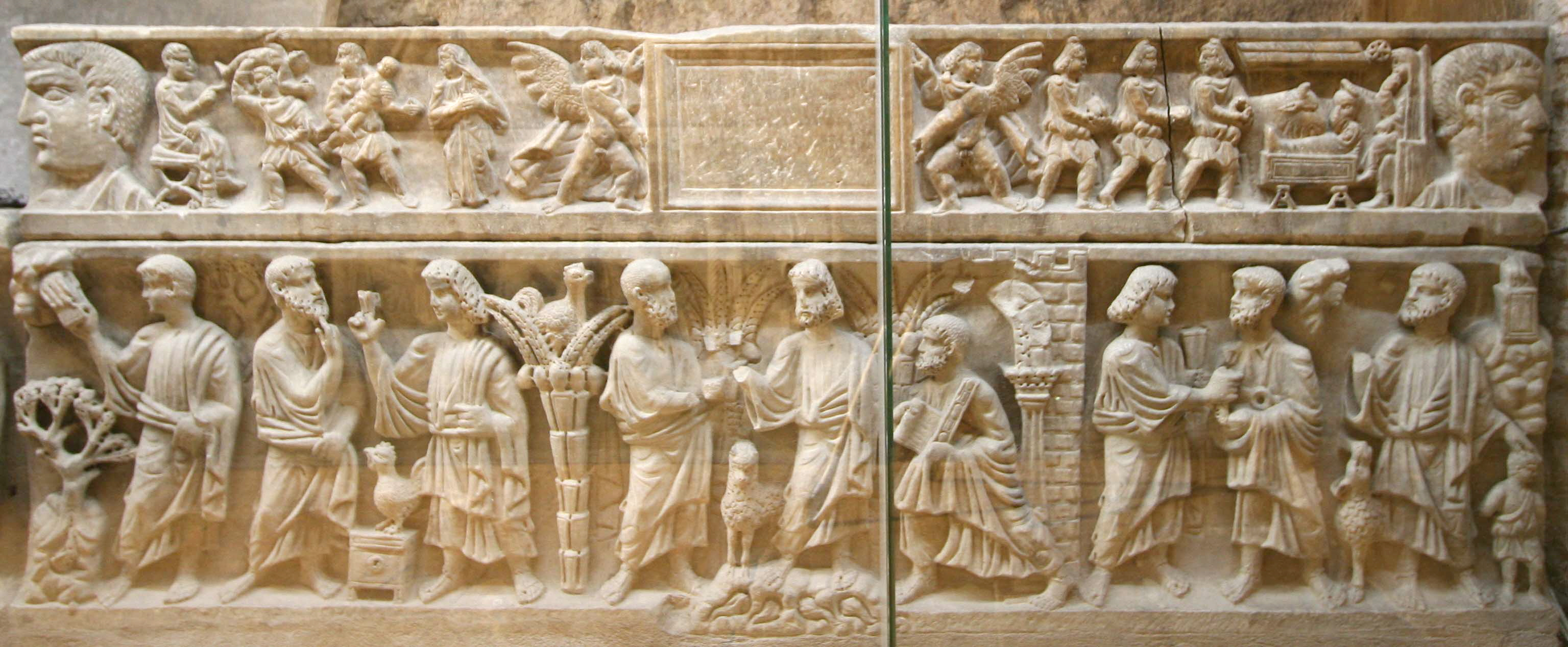
Uma das mais antigas representações da Natividade no sarcófago dos Santos Inocentes na cripta da Basílica de Sainte-Marie-Madeleine em Saint-Maximin-la-Sainte-Baume, século IV ou século V

O nascimento de Jesus de Nazaré é celebrado pelos cristãos no dia de Natal, que cai em 25 de dezembro. Para a Igreja Russa e as antigas Igrejas do Oriente que ainda usam o calendário juliano, 25 de dezembro juliano corresponde a 7 de janeiro do calendário gregoriano . Em princípio, ele marca o início da era cristã . Nem o dia nem o ano são conhecidos com precisão, e o dia 25 de dezembro anterior ao ano 1 foi definido no início do século VI pelo monge Dionísio, o Pequeno . As únicas fontes são os relatos da infância de Jesus, que se encontram no início dos Evangelhos segundo Mateus e Lucas, cuja historicidade é duvidosa. Dadas as incertezas, os historiadores geralmente situam o nascimento de Jesus nos últimos anos do reinado de Herodes I o Grande, que morreu em 4 a.C.

## Metodologia

### Interesse relativo
Os historiadores destacam a pouca importância que os evangelistas dão a esta data de nascimento , os relatos edificantes da infância de personalidades não combinam com a " biografia “ como a entendemos hoje. Não sabemos a data de nascimento de muitas figuras da Antiguidade.
Porém, no século VI, em cálculos errôneos do monge Dionísio, o Pequeno, o calendário juliano em vigor teve uma nova origem. Do ano 247 do reinado de Diocleciano, passamos ao ano 532 da era cristã, mantendo o 1° de janeiro como Ano Novo . A data do Natal, que marca o nascimento de Jesus, foi marcada por motivos simbólicos para 25 de dezembro, para garantir a sua circuncisão (o 8° dia) no dia 1° do ano 1.
Esta questão da data do nascimento de Jesus, no entanto, parece importante o suficiente para que o Papa Bento XVI retornasse ao assunto em 2012, em seu livro A Infância de Jesus: O monge Dionysius Exiguus « estava obviamente alguns anos errado em seus cálculos. "[. . . ] " A data histórica do nascimento de Jesus deve, portanto, ser fixada alguns anos antes. "

### Denominações
A celebração da Festa da Encarnação - também conhecida como Festa da Teofania - aparece em duas formas: por um lado, para o Oriente, a " Epifania " é bastante centrada no" nascimento espiritual "(o batismo) de Jesus ; por outro lado, no Ocidente, e mais tarde, " Natal ", mais focado no "nascimento histórico" (a natividade) de Cristo. Nesse sentido, parece mais relevante utilizar o termo " Natividade "para o Oriente e o termo" Natal ", específico para a concepção ocidental da celebração.

## Elementos

### Durante o reinado de Herodes
Os dois relatos da infância, de Mateus e de Lucas, indicam que o nascimento de Jesus ocorreu durante o reinado do Rei Herodes, o Grande : " Jesus nasceu em Belém da Judeia, no tempo do rei Herodes "(Mt 2, 1)  ; " Nos dias de Herodes, rei da Judeia, o [...] anjo disse a ele : Não tenha medo, Zacarias; pois sua oração foi ouvida. Isabel, sua esposa, lhe dará um filho, e você o chamará João. [. . . ] Algum tempo depois, Isabel, sua esposa, ficou grávida. [. . . ] No sexto mês, o anjo Gabriel foi enviado por Deus a uma cidade na Galileia chamada Nazaré, a uma virgem casada com um homem da casa de Davi chamado José. O nome da virgem era Maria. [. . . ] O anjo diz a ela: Não tenha medo, Maria; pois você encontrou graça diante de Deus. E eis que você conceberá e dará à luz um filho, e lhe porá o nome de Jesus. "(Lc 1,5-31)  . Em Mateus, esse elemento é colocado no relato da vinda dos sábios, do massacre dos Inocentes e da fuga para o Egito, o que coloca a ação no final do reinado de Herodes, com o retorno do Egito ocorrendo após o ascensão ao poder de Arquelau, seu sucessor  . Em Lucas, encontramos um paralelismo entre os anúncios milagrosos de nascimentos, com seis meses de intervalo, de João Batista e de Jesus .
A data da morte de Herodes pode ser determinada usando as informações do final de século I pelo historiador judeu Flavius Josephus, anais romanos e dados astronômicos. De acordo com Flávio Josefo, Herodes foi nomeado rei pelos romanos sob o consulado de Calvino e Pólio em -40, e eliminou seu rival Antígona II Matatias sob o de Agripa e Galo em -37. Ele reinou 37 anos após sua nomeação pelos romanos, e 24 após a morte de Antígona II Matatias. Dependendo de como Josefo conta os anos, inteiros ou não, isso leva a -4 ou -3. Mas Josefo menciona um eclipse lunar pouco antes da morte de Herodes. Havia alguns que eram visíveis da Palestina em 15 de setembro -5 e 13 de março -4, mas nenhum em -3 ou -2. Schürer conclui que Herodes morreu logo após o eclipse de 13 de março -4. Em 1966, W.E. Filmer contestou esta data, com base na contagem de anos de Josephus e erros nas datas do consulado, e determinou que a morte de Herodes teria ocorrido em -1, logo após o eclipse de 9 de janeiro. O cálculo de Filmer foi refutado por Barnes em 1968 e por Bernegger em 1985, e a data de -4 é a que é usada hoje.
O Evangelho segundo Mateus, cap. 2, versículos 16-18 relata que o Rei Herodes I, tendo tomado conhecimento do nascimento em Belém do Rei dos Judeus "mandou matar todas as crianças de dois anos e menos que estivessem em Belém e dentro de todo o seu território, segundo a data que ele havia cuidadosamente perguntado aos magos". De acordo com este texto, José teria fugido antes desse massacre com o menino Jesus e sua mãe para o Egito, onde permaneceram até a morte de Herodes.

### Censo de Quirino
No início do capítulo 2, Lucas dá uma indicação precisa: "Nesse período, foi publicado um edito de César Augusto, ordenando um censo em toda a terra. Esse primeiro censo aconteceu enquanto Quirinius era governador da Síria". É isso que explica, segundo esse evangelho, o deslocamento de José e Maria de Nazaré para Belém, onde Jesus nasceu. O reinado de Augusto começa em janeiro ou agosto -43, (exceto no Egito onde começa em agosto -30 com a captura de Alexandria e a morte de Antônio e Cleópatra), e termina com sua morte em 14 de agosto.
Segundo Tácito e Flávio Josefo, Publius Sulpicius Quirinius torna-se governador ( legatus Augusti propraetore ) da Síria no ano 6 de nossa era, após a expulsão de Arquelau . Josefo também nos conta que fez um censo na Judéia em 6-7, que desencadeou a revolta de Judas de Gamala. Lucas menciona esse evento em seu relato dos Atos dos Apóstolos no capítulo 5, versículo 37 : "Depois dele, apareceu Judas, o Galileu, no momento do censo, e ele atraiu as pessoas para o seu partido: ele também morreu, e todos os que o seguiram se espalharam."

### Idade do início da pregação e morte
O terceiro capítulo de Lucas indica que João Batista começou sua pregação "no décimo quinto do reinado de Tibério". Ele então batiza Jesus, que começa sua pregação com 30 anos. Tibério sucede a Augusto em 14, o que colocaria o início da pregação de João Batista em 28-29, e a de Jesus um pouco depois. No entanto, o início do reinado também pode indicar o ano em que Tibério ascendeu ao poder em 12. Dada esta incerteza, e a do atraso após o início da pregação de João, Paul Mattei sugere uma margem entre 26 e 30, optando, de sua parte, pela margem mais restrita de 26-28, enquanto Simon Claude Mimouni pensa que a pregação deva ter iniciado, "na melhor das hipóteses", no ano 28, com base no capítulo 2 do Evangelho segundo João.
Da mesma forma, Marie-Françoise Baslez explica que este capítulo 2 do Evangelho segundo João, que situa a primeira ascensão de Jesus a Jerusalém nos quarenta e seis anos que levaram para construir o Templo de Herodes , constitui um dos melhores marcadores cronológicos do Novo Testamento. A data de colocação da primeira pedra do templo de Herodes está localizada em 19 a.C. por Flavius Josephus  . A primeira ascensão de Jesus a Jerusalém dataria, portanto, de 27 ou 28.
Os historiadores geralmente colocam a data da morte de Jesus na festa judaica da Páscoa em Jerusalém entre 30 d.C. e 33 d.C. Os Evangelhos colocam-no unanimemente sob a administração do romano Pôncio Pilatos , que foi prefeito da Judeia entre 26 e 36.

## Datação
O principal problema é a lacuna de pelo menos dez anos entre o fim do reinado de Herodes e o censo de Quirino. Muita engenhosidade foi despendida a fim de combinar as duas datas e preservar a historicidade de Lucas, dentro da estrutura da doutrina da inerrância bíblica.Raymond E. Brown resume as soluções possíveis : " Em primeiro lugar, podemos tentar reajustar a cronologia de Herodes de Lucas 1 de modo que esteja de acordo com o censo de Quirino (versos 6-7) de Lucas 2 . Em segundo lugar, pode-se tentar reajustar o censo de Quirino para que combine com a datação baseada na morte de Herodes (-4 ou -3). Terceiro, pode-se reconhecer que uma ou ambas as datas de Lucas são confusas e que não há necessidade ou possibilidade de combiná-las. ".

### Posição majoritária dos historiadores
A maioria dos historiadores considera como o mais provável, o nascimento no reinado de Herodes I o Grande (antes de 4 a.C.), tradição presente nos dois evangelhos da infância considerados literalmente independentes  . Eles rejeitam o relato do censo de Quirino em Lucas 2, historicamente implausível por causa da imprecisão cronológica a respeito de seu único mandato , mas também por várias outras razões :
- Se Augusto ordenou censos de todos os cidadãos romanos em -28, -8 e 14,[25] não há vestígios de um censo que tivesse concernido a todos os habitantes do Império, nem que os tivesse pedido para regressar à cidade de seus ancestrais.
- O único censo conhecido de Quirino dizia respeito apenas à Judeia (onde fica Belém), e não à Galileia (onde Nazaré está localizada), que não estava então sob jurisdição romana direta e tinha seu próprio governante, o tetrarca Herodes Antipas . Este censo regional de Quirino ocorreu no final da tributação[26] na Judeia - e não na Galileia, onde nenhum imposto era cobrado pelos romanos durante a vida de Jesus[27] - cerca de 6 ou 7 de nossa era. Além disso, outra tradição atribui este censo local a Sentius Saturninus[28] que governa a região a partir do ano 8, o que parece mais provável.[24]

Essa menção seria, portanto, um motivo literário para justificar o nascimento de Jesus em Belém, cidade de Davi. Mas se o autor do Evangelho de Lucas gosta de situar seu relato no contexto de eventos da antiguidade, ele o faz várias vezes de maneira errada : para o historiador Fergus Millar, o uso que Lucas faz do censo de Quirino, para explicar como Jesus nasceu em Belém, é “ totalmente enganoso e não histórico ". Mas a associação do nascimento de Jesus ao edito de Augusto permite introduzir uma carga simbólica por meio de um destino divino que culminará nos Atos dos apóstolos com a pregação de Paulo em Roma e uma noção teológica universalista e ecumênica. Há também uma afirmação secular de lealdade que integra Jesus desde o seu nascimento no quadro das autoridades romanas e a afirmação religiosa que situa o recenseamento numa afirmação escatológica e messiânica.
Outras imprecisões são encontradas nos escritos Lucanianos  que “ aqueles que têm uma abordagem fundamentalista dos textos têm dificuldade para rejeitar ". Além disso, com o "por volta dos trinta anos" no ano XV do reinado de Tibério previstos por Lucas para o início da pregação de Jesus são consistentes com a datação nos últimos anos de Herodes indicada pelo relato de Mateus. Se o relato do massacre dos Inocentes, no qual Herodes determinou que todas as crianças de 2 anos e menores fossem executados na região de Belém, é geralmente considerado um midrash fazendo um paralelo com o nascimento de Moisés, alguns historiadores levam isso em consideração, como Paul Mattei, que estima que a fuga para o Egito ocorreu pelo menos vários meses antes da morte de Herodes e do nascimento em -6 ou -7.
Esta posição (a favor do nascimento sob Herodes) é adotada (com nuances) por : Dale Allison, Marie-Françoise Baslez, Michael F. Bird, Marcus Borg e John Dominic Crossan , Raymond E. Brown James DG Dunn, Martine Dulaeye, RT França, Edwin D. Freed, Robert W. Funk e os membros do Jesus Seminar, Pierre Geoltrain, Shimon Gibson, Michael Grant, Manfred Heim, Harold W. Hoehner, Daniel Marguerat, Daniel Marguerat, Paul Mattei , John Paul Meier, Simon Claude Mimouni , C. Philipp E. Nothaft, Charles Perrot, Émile Puech, Michel Quesnel, Maurice Sachot, EP Sanders, Gerd Theissen, Maurice Sartre , Christian-Georges Schwentzel, Étienne Trocmé, David Vauclaire, Geza Vermes.

### Outras datas
Em 2001, Craig A. Evans, argumentou que a referência ao reinado de Herodes o Grande poderia refletir um paralelismo Jesus / Moisés - Herodes / Faraó que, dada a confiabilidade histórica de Lucas, levaria a datar o nascimento de Jesus em 6, ou seja, no final do reinado de Herodes Arquelau e durante o censo de Quirino, o que faria começar a pregação de Jesus por volta dos 25 anos  . Esta datação foi anteriormente defendida pelo arqueólogo francês Gilbert Picard  . A datação de 4 a.C. a 6 também é defendida por Reza Aslan. No entanto, a Enciclopédia do Jesus Histórico editada por Evans, cuja primeira edição data de 2008, junta-se ao consenso acadêmico e prevê um nascimento entre -6 e -4, ou mesmo em -5, precisamente na primavera.

## Historiografia

### Autores antigos
Justino Mártir (~ 100 - ~ 165), em sua Primeira Apologia dirigida ao imperador Antonino e escrita entre 148 e 154, retoma a ideia do censo de Quirino : " Cristo nasceu há 150 anos sob Quirínio "  e : " Na terra dos judeus, há um vilarejo a 35 estádios de Jerusalém onde Jesus nasceu. Você pode ter prova disso nos registros do censo feito sob Cirênio, seu primeiro procurador na Judeia. "  .
Para datar o nascimento de Jesus, a maioria dos autores antigos, e em particular os Padres da Igreja, baseiam-se apenas em Lucas capítulo 3, que interpretam dando a Jesus exatamente 30 anos no 15° do reinado de Tibério, que começou em 14. Portanto, eles colocam seu nascimento no ano 41 do reinado de Augusto ( Irineu de Lyon , Tertuliano, Jérôme de Stridon ) ou mais frequentemente 42 ( Hipólito de Roma, Eusébio de Cesaréia, Epifânio de Salamina ), ou no Egito, no 28 do reinado de Augusto ( Clemente de Alexandria ), em 752 após a fundação de Roma ( Orósio, no consulado de Augusto e Pláutius Silvânia ( Epifânio de Salamina, muitas vezes repetido), ou de Lêntulo e Messala ( Cassiodoro ) : datas todas correspondendo a -3 ou -2.
Outro critério de datação de autores antigos é o valor simbólico das datas, que às vezes prevalece sobre os dados dos Evangelhos. Assim, segundo o cronista cristão Julien, o africano, em sua Cronografia (221), da qual temos apenas fragmentos, teriam transcorrido exatamente 5.500 anos entre a criação de Adão e a encarnação e o nascimento de Jesus, que portanto teria acontecido no ano de 5501. Ele também o coloca no ano 42 do reinado de Augusto. No século V, os cronógrafos alexandrinos Anniane e Panodore têm a ideia de conciliar o nascimento de Jesus com o início de um ciclo pascal ( ciclo metônico de 19 anos do calendário lunisolar ). Anniana de Alexandria retoma o número de 5.500 anos desde a fundação do mundo e, para coincidir com o início de um ciclo pascal, coloca o nascimento de Jesus sob o consulado de Camerinus e Sabinus, em 9 (data mais recente dos autores antigos).

### Dia do nascimento
Determinar o dia do nascimento também tem significado simbólico, e 25 de março, o dia do equinócio da primavera, frequentemente considerado o dia da criação do mundo, é visto como o dia da concepção, morte ou ressurreição de Jesus.
Porém, desde a primeira certidão que atesta uma busca pela fixação da data de nascimento de Jesus, constata-se uma disparidade segundo as comunidades cristãs. A primeira evidência vem de Clemente de Alexandria que se refere à situação em Alexandria, onde, no final do século II ou no início do III, alguns evocam o vigésimo quinto dia de Pachon (20 de maio) ou o vigésimo quarto ou vigésimo quinto dia de Pharmouti (19 ou 20 de abril), enquanto os Basilidianos celebram o batismo de Jesus correspondente a um nascimento simbólico, o décimo quinto dia do mês de Tybi, ou décimo primeiro (10 ou 6 de janeiro). O próprio Clemente dá uma data que corresponde a 18 de novembro -3.
Uma tradição igualmente antiga, relatada pouco depois por Hipólito de Roma, situa o nascimento de Jesus na quarta-feira no início de abril, precisamente na quarta-feira, 2 de abril. Esta data que coloca o nascimento de Jesus na primavera talvez ecoa uma tradição judaico-cristã de origem sacerdotal baseada no calendário do Livro dos Jubileus, do qual Hipólito estaria ciente.
Além disso, de acordo com uma passagem de De Pascha Computus, escrita na África em 243, Jesus nasceu na quarta-feira V dos Calendários de abril, ou seja, 28 de março : isto corresponde ao quarto dia após a Páscoa - data que o autor usa para datar a Paixão e o primeiro dia da criação correspondente ao equinócio da primavera - e isso coincide com a criação do sol, permitindo uma assimilação de Cristo ao " Sol da justiça »  uma profecia de Malaquias  . Este texto mostra a existência de um natalis solis iustitiae mais de trinta anos antes do natalis solis invicti romano.
Segundo o Cronógrafo de 354, a celebração da festa da Encarnação do Salvador, ocorrida em 25 de dezembro, é atestada em Roma, sob o pontificado do bispo Libério, por ocasião da qual o bispo reúne os cristãos na recém construída basílica no Vaticano, concluída em 354 . A escolha da data parece o resultado de um cálculo independente feito durante o século III, mas se encaixa em um quadro mais geral da constituição de um calendário litúrgico, provavelmente destinado a competir, em Roma, com as celebrações pagãs. Essa tradição será retomada pelo martirológio hieronímico, compilação provavelmente datada do século VI, usando documentos mais antigos.

### Dionísio, o Pequeno
Baseando-se nisso, no início do século VI, o monge Dionísio o Pequeno firma a anunciação em 25 de março e o nascimento de Jesus nove meses depois, em 25 de dezembro do ano 753 de Roma (ou seja, ano -1 do calendário atual), principalmente para que coincida com o início de um ciclo pascal. É nesse cálculo que se baseiam os calendários da era cristã hoje.

### Estrela de Belém
Na Natividade contada no Evangelho de Mateus, os " Reis Magos » vão a Belém, guiados por uma estrela. De Johannes Kepler ao século XVII, muitas pesquisas arqueoastronômicas foram feitas para identificar este fenômeno astronômico e datar o nascimento de Jesus. Historiadores e astrônomos modernos consideram que “ Devido à natureza lendária da história, é duvidoso que a estrela de Belém possa fornecer qualquer indicação do ano do nascimento de Jesus. ".

### Obras
- Nothaft, C. Philipp E. (2011). Dating the Passion (em inglês). [S.l.]: Brill Academic Publishers
- Crossan, John Dominic; Borg, Marcus (2007). The First Christmas (em inglês). [S.l.]: HarperCollins
- Vermes, Geza (2007). The Nativity – History and Legend (em inglês). [S.l.]: Doubleday ( revisão ),
- Meier, John P. (2004). Un certain juif. [S.l.]: Cerf
- Maurice Sachot, The Invention of Christ. Gênesis de uma religião, Éditions Odile Jacob, « O campo mediológico », 1998
- Freed, Edwin D. (2001). The stories of Jesus' birth (em inglês). [S.l.]: Sheffield Academic Press
- Brown, Raymond E. (1999). The birth of Messiah (em inglês). [S.l.]: Anchor Bible
- Jack Finegan (1964). Handbook of Biblical Chronology. [S.l.]: Princeton University Press
- Harold W. Hoehner, "A cronologia de Jesus", em Tom Holmen e Stanley E. Porter, Manual para o Estudo do Jesus Histórico, Brill, Harold W. Hoehner,
- (em inglês) Susan K. Roll, Rumo às origens do Natal, ed. Peeters Publishers, 1995
- Thomas J. Talley, As Origens do Ano Litúrgico, ed. Cerf, 1990, apresentação online

### Artigos
- Józef Naumowicz " A data de nascimento de Cristo de acordo com Dionísio, o Pequeno e escritores cristãos anteriores », Studia Patristica 35 (2001), pp. 292-296
- Pierre Benoit - " Quirinius (Censo de) »Suplemento do Dicionário da Bíblia, IX (1979), pp. 705-708.
- (em inglês) A.N. Sherwin-White, Sociedade Romana e Direito Romano no Novo Testamento, Oxford, Clarendon Press, 1963 (no censo : p. 162-171)

## Artigos relacionados
- Anno Domini
- Natividade